# Relaciones Guatemala-Singapur
Las relaciones Guatemala-Singapur son las relaciones internacionales entre Singapur y Guatemala. Los dos países establecieron relaciones diplomáticas el 1 de diciembre de 1992.

## Relaciones diplomáticas
Guatemala y Singapur mantienen relaciones diplomáticas desde el 1 de diciembre de 1992. Singapur maneja un embajador concurrente para Guatemala desde Nueva York y Guatemala maneja un embajador concurrente para Singapur desde Japón.
El 23 de mayo de 2015, el embajador guatemalteco para Japón y concurrente para Singapur, Byron René Escobedo Menéndez presentó cartas credenciales al presidente de la República de Singapur Tony Tan Keng Yam. Tony Tan agradeció los deseos de prosperidad enviados por el presidente guatemalteco, e instruyó a su Ministro de Relaciones Exteriores para darle continuidad a lo conversado, resaltando que del bloque del pacífico conformado en el ASEAN un incremento en los acuerdos de movilidad de personas, integración física, mediante obras de infraestructura y corredores bioceánicos e intercambio de  becas estudiantiles, por la posición estratégica de Guatemala en Latinoamérica, también le transmitió saludos al presidente, por el bienestar del pueblo y del suyo en particular, en los esfuerzos como líder en la búsqueda de la paz internacional, además de resaltar los esfuerzos en la propuesta de una estrategia de drogas, la cual el gobierno de Singapur la ve con simpatía.